# Colli sul Velino
Colli sul Velino es una localidad italiana de la provincia de Rieti, región de Lacio, con 507 habitantes.

## Evolución demográfica
| Gráfica de evolución demográfica de Colli sul Velino entre 1861 y 2001 |
|                                                                        |
| Fuente ISTAT - Elaboración gráfica por parte de Wikipedia              |